# Gorgeous George
Pour les articles homonymes, voir Wagner.
George Raymond Wagner dit Gorgeous George (Butte, 24 mars 1915-Los Angeles, 26 décembre 1963) est un catcheur (lutteur professionnel) américain.
Il est une des plus grandes stars du catch des années 1940-1950 aux États-Unis, il est intronisé à titre posthume au Professional Wrestling Hall of Fame and Museum en 2002 et au WWE Hall of Fame en 2010.

## Jeunesse
Wagner grandit dans l'Iowa où il apprend la lutte. Il quitte l'école à 14 ans pour subvenir aux besoins de sa famille.

## Carrière de catcheur
Wagner commence à travailler comme catcheur dans un cirque, ce qui est courant à l'époque, et il défie des personnes dans le public.
Abe Simpson dans Charmeur grand-père fait référence à Wagner.